# Kim-Lian van der Meij
Kim-Lian van der Meij (Beverwijk, 1 oktober 1980) is een Nederlandse zangeres, actrice, presentatrice, stemactrice, musicalactrice en danseres.

## Biografie
In haar jeugd won Van der Meij diverse plaatselijke danswedstrijden. Ze deed regelmatig mee aan plaatselijke playbackshows, zoals op haar zesde en elfde bij de Mini-playbackshow van Henny Huisman. Vanaf haar zestiende nam ze deel aan modeshows, fotoshoots en reclamewerk. In 1998 werd ze verkozen tot Miss Fitness. Ze was te zien in tv-series als Kees & Co, Goede tijden, slechte tijden, Bon bini beach en Costa en presenteerde bij Call TV en Puzzeltijd.
Nadat het een tijdje stil was geweest rondom Van der Meij, werd ze presentatrice van een (dan) nieuw programma van kinderzender Foxkids. De Kids Top 20. Voor dit programma kreeg ze de Gouden Stuiver. In 2006 presenteerde Van der Meij bij Nationale Kids TV. Op 8 december 2007 presenteerde ze samen met Sipke Jan Bousema de internationale finale van het vijfde Junior Eurovisiesongfestival 2007 in Rotterdam. Ze presenteerde samen met Ewout Genemans de internationale finale van het tiende Junior Eurovisiesongfestival 2012. Hiermee was ze de eerste die tweemaal de internationale finale presenteerde. In 2009 was Van der Meij te zien in de soapserie Onderweg naar Morgen en in Hider in the House. In 2011 was zij gastpanellid in de jury van Op zoek naar Zorro. Zij was een van de deelnemers aan het eerste seizoen van de remake van het televisieprogramma Fort Boyard in 2011. Samen met Jan Kooijman heeft ze een coachteam in Sunday Night Fever (2011).
Ze presenteerde in 2013 het grote Gouden Televizier-Ring Gala.Bij de speciale nieuwjaarsuitzending van Ranking the Stars in 2014 was ze de winnaar.
In 2014 stapte ze van de AVRO over naar het commerciële SBS6. Ze presenteerde daar programma's als Shownieuws, Mindmasters Live en Sterren Springen op Zaterdag.
In 2022 deed Van der Meij als kandidaat mee aan het Wie is de Mol? waarin ze uiteindelijk verliezend finalist bleek te zijn. Sinds 28 mei 2022 is ze een van de presentatoren van het televisieprogramma Zin in morgen bij KRO-NCRV.
Van der Meij deed de Nederlandse-nasynchronisatie voor animatiefilms als De Smurfen en Rapunzel. Ze werd in 2023 tweede in het televisieprogramma The Masked Singer, zij droeg hierbij het pak van het nijlpaard.

### Musicals
Tijdens het eerste seizoen van de Kids Top 20 speelde Van der Meij even in de Nederlandse musical Home. Eind 2003 speelde ze in de musical Kunt u mij de weg naar Hamelen vertellen, mijnheer? als prinses Madelein. Samen met Kathleen Aerts speelde ze de kleine zeemeermin in de gelijknamige musical. Vervolgens speelde ze sinds 28 januari 2007 in de musical Doe Maar! de rol van Janis. Daarna speelde ze tot en met 17 februari 2008 samen met o.a. Jim Bakkum in de musical Fame, als Carmen. Door haar eerste zwangerschap ging ze tijdens de toer met zwangerschapsverlof. Van september 2008 tot december 2008 stond ze vervolgens weer als Carmen op het podium en maakte ze de toer van Fame af. Van januari 2009 tot juli 2009 speelde Van der Meij de hoofdrol van Ariël in de musical Footloose. Vanaf oktober 2010 vertolkte ze de hoofdrol van Elle Woods in de nieuwe Nederlandse musical Legally Blonde. Daarna vertolkte Van der Meij de rol van Roos in de musical Daddy Cool. Vanaf oktober 2012 vertolkte ze de rol van prinses Fiona in Shrek de Musical, waarin haar tegenspeler William Spaaij als Shrek te zien is. Deze rol werd na een aantal maanden overgenomen door Anouk Maas vanwege haar zwangerschap.

### Muzikale carrière
Bij platenmaatschappij CMM kreeg Van der Meij de kans haar eigen album te maken. Haar eerste single, Teenage Superstar, werd in oktober 2003 een top 10-hit. Na de singles Garden of Love en Hey Boy! kwam in mei 2004 haar eerste album Balance uit. In diezelfde zomer kwam de single Kids in America uit, een vertolking van een lied van Kim Wilde. Haar album Balance werd ook uitgebracht in onder meer Zuid-Afrika, Singapore, Indonesië, Azië, Italië en België.
Van der Meij verliet CMM na een muzikaal meningsverschil en ging zelfgeproduceerd werk in eigen beheer uitgeven. Haar leadsingle was Road to Heaven en haar tweede album, Just Do It, kwam op 25 oktober 2006 uit.
In het najaar van 2009 kreeg ze een nieuw platencontract bij CMM en zocht ze samenwerking met de Zweedse zangeres Linda Bengtzing. Samen namen ze de single Not that kinda girl op, die in onder meer Zweden, Noorwegen, Finland, Vlaanderen en Nederland verscheen.
Van der Meij zingt de titelsong van de film Achtste-groepers huilen niet die op 15 februari 2012 in de Nederlandse bioscopen verscheen.
In 2012 en 2013 was ze presentatrice in AVRO Junior Dance en vanaf 2017 presenteert ze het programma Girls just wanna have fun.
Tijdens de coronacrisis in 2020 wilde Van der Meij via muziek een boodschap van troost en hoop geven. Via internet vond ze het lied ‘’Ergens heb ik vertrouwen’’ van de Tilburgse singer-songwriter Chris T Rand. Op 20 maart zong ze een aangepaste versie van het lied vanuit Zweden via internet met Chris T Rand op piano in Tilburg.

## Privé
Van der Meij is de dochter van Ron van der Meij die in 1990 meedeed aan de Nederlandse voorronde van het Eurovisiesongfestival als onderdeel van het duo Simple and Pure met het nummer Einde van de Regentijd. Ze heeft Indische roots via haar vader, wiens moeder Chinees-Indonesisch is en een Nederlandse vader had die als KNIL-militair in Nederlands-Indië gelegerd was.
Van der Meij heeft sinds 2003 een relatie met Daniel Gibson, een Zweedse producent en songwriter, die o.a. met bands als Within Temptation werkt. Hij schreef haar eerste hitsingle, Teenage superstar (2003). Ze hebben samen een dochter en twee zonen.

## Filmografie

### Presentatrice
- 1999-2002: Call TV
- 2003-2006: Kids Top 20
- 2006: Show Tijd
- 2007: Junior Eurovisiesongfestival (Internationale finale met Sipke Jan Bousema)
- 2012: Junior Eurovisiesongfestival (Internationale finale met Ewout Genemans)
- 2013: Gouden Televizier-Ring Gala
- 2014: Shownieuws
- 2014: Sterren Springen op Zaterdag (Samen met Gerard Joling)
- 2014: Beat It (Samen met Jan Smit en Gerard Joling)
- 2014: Het Geheim van een Goed Huwelijk
- 2015: De Nationale Tweelingtest (Samen met Kees Tol)
- 2015: Popster (Samen met André van Duin)
- 2015-2016: Thuis op zondag (Samen met Dirk Zeelenberg, Patty Brard, Kees Tol, Viktor Brand)
- 2015: De Grote Herkansing
- 2015: Mindmasters Live
- 2016-2017: Zullen we een spelletje doen? (Samen met Nick & Simon)
- 2017: Ninja Warrior NL (Samen met Dennis van der Geest)
- 2017-2019: Verzamelkoorts
- 2018: 5 Golden Rings
- 2018: Stelletje Pottenbakkers!
- 2018: Mag ik jullie oma zijn?
- 2019: De mannen van taal (met Dennis van de Ven, Jeroen van Koningsbrugge, Nick & Simon)
- 2019-2020: Thank You For The Music (met Soundos El Ahmadi, Johnny de Mol, Sanne Hans, Danny de Munk)
- 2019: Helden door de modder VIPS (Samen met Viktor Brand)
- 2020: Mensenkennis
- 2020-2023: 50/50 (met Winston Gerschtanowitz)[6]
- 2021: Five days of Christmas
- 2022-heden: Zin in morgen
- 2022: Zin in zondag[7]
- 2024-heden: De Faker

### Actrice
- 1997: Goede tijden, slechte tijden, als een meisje
- 1997: Kees & Co, als Ellen
- 2001: Costa!, als Evelien
- 2004: Costa!, als Greetje
- 2008: Kinderen geen bezwaar, aflevering De kleuren van Kim-Lian, als zichzelf.
- 2009-2010: Onderweg naar Morgen, als Linda Smit
- 2012: The Passion, als voorbijganger
- 2014: Fashion Planet, als Nathalie-Jane Johansson
- 2015: Danni Lowinski, als Hetty Abbink
- 2015: De TV Kantine, als Chantal Janzen
- 2015: Apenstreken, als Madeleine
- 2016: Hartenstrijd, als Puf Juf
- 2017: Dokter Tinus, als Nienke Klaverblad
- 2018: Zomer in Zeeland, als Brechtje
- 2019: De club van lelijke kinderen: De staatsgreep, als de Eindredacteur
- 2021: Just Say Yes, als Guusje
- 2022: The Passion, als Maria Magdalena
- 2023: Scrooge Live, als Bobbie Cratchit

### Nasynchronisatie
- 2005: Chicken Little, als Malle Abby
- 2010: Rapunzel, als Rapunzel
- 2011: Rio, als Jewel
- 2011: De Smurfen, als Smurfin
- 2011: Hop
- 2011: The Smurfs: A Christmas Carol, als Smurfin
- 2012: Rapunzel voor altijd, als Rapunzel[8]
- 2013: De Smurfen 2, als Smurfin
- 2013: The Smurfs: The Legend of Smurfy Hollow, als Smurfin
- 2013-2015: Disney Infinity spellen, als Rapunzel
- 2014: Rio 2, als Jewel
- 2017: Rapunzel: Wilde haren, als Rapunzel
- 2017: Bigfoot Junior
- 2017-2020: Rapunzels wilde avontuur, als Rapunzel[9][10]
- 2018: Ralph Breaks the Internet, als Rapunzel
- 2019: Duck Duck Goose
- 2020: Bigfoot Family
- 2023: Lego Disney Princess: Avonturen in het kasteel als Rapunzel[11]
- 2023: Once Upon a Studio als Rapunzel

### Televisieprogramma's als deelnemer
- 2008, 2011, 2014, 2019 & 2020: Ik hou van Holland
- 2009: Laat ze maar lachen
- 2009: Let's Dance, duo met Mimoun Ouled Radi
- 2010: Wat vindt Nederland?, samen met Nicolette van Dam en Jeroen van der Boom
- 2011: Lang leve de tv!
- 2011: Fort Boyard
- 2015: Alles mag op vrijdag
- 2017: Alles mag op zondag
- 2017: Talenten Zonder Centen
- 2020: Vier handen op één buik
- 2020: Lingo vips
- 2022: Wie is de Mol?
- 2022: Think Inside the Box
- 2022: Wie De Boer Niet Kent
- 2022: Code van Coppens: De wraak van de Belgen, duo met Kees van der Spek
- 2022: Waku Waku
- 2023: In The Picture
- 2023: The Big Bang, duo met Kees van der Spek
- 2023: The Masked Singer, als nijlpaard (tweede plek)
- 2024: Moordfeest
- 2024: DNA Singers, gastpanellid
- 2025: Shaolin Heroes

## Discografie
Al haar muziek is uitgebracht onder haar voornaam Kim-Lian.

### Albums
| Album met eventuele hitnotering(en) in de Nederlandse Album Top 100 | Datum van verschijnen | Datum van binnenkomst | Hoogste positie | Aantal weken | Opmerkingen |
| ------------------------------------------------------------------- | --------------------- | --------------------- | --------------- | ------------ | ----------- |
| Balance                                                             | 24-05-2004            | 29-05-2004            | 43              | 16           |             |
| Just do it                                                          | 26-10-2006            | -                     |                 |              |             |

### Singles
| Single met eventuele hitnotering(en) in de Nederlandse Top 40 | Datum van verschijnen | Datum van binnenkomst | Hoogste positie | Aantal weken | Opmerkingen                                                               |
| ------------------------------------------------------------- | --------------------- | --------------------- | --------------- | ------------ | ------------------------------------------------------------------------- |
| Teenage Superstar                                             | 04-09-2003            | 27-09-2003            | 6               | 9            | nr. 5 in de Single Top 100                                                |
| Hey Boy!                                                      | 02-02-2004            | 28-02-2004            | 6               | 6            | nr. 4 in de Single Top 100                                                |
| Garden of Love                                                | 05-2004               | 15-05-2004            | 19              | 5            | nr. 15 in de Single Top 100                                               |
| Kids in America                                               | 18-06-2004            | 28-08-2004            | 15              | 7            | nr. 10 in de Single Top 100                                               |
| Road to Heaven                                                | 25-04-2006            | 20-05-2006            | 28              | 4            | nr. 28 in de Single Top 100                                               |
| In vain                                                       | 12-10-2006            | 07-10-2006            | 33              | 7            | nr. 33 in de Single Top 100                                               |
| Gemengde gevoelens                                            | 2009                  | 17-01-2009            | tip10           | -            | met Fouradi / Nr. 17 in de Single Top 100                                 |
| Not that kinda girl                                           | 2009                  | 24-10-2009            | tip9            | -            | met Linda Bengtzing / Nr. 32 in de Single Top 100                         |
| Dit pakt niemand ons meer af                                  | 2012                  | -                     |                 |              | titelsong Achtste-groepers huilen niet / Nr. 73 in de Single Top 100      |
| Break the ice                                                 | 2012                  | -                     |                 |              | titelsong Junior Eurovisiesongfestival 2012 / Nr. 80 in de Single Top 100 |
| Kerstmis vier je samen                                        | 2014                  | 13-12-2014            | tip25           | -            | als onderdeel van Eenmaal Voor Allen / Nr. 68 in de Single Top 100        |
| Dansen in het moeras                                          | 2020                  | 09-02-2020            |                 |              |                                                                           |

### Vlaamse Ultratop 50 Singles
| Single met hitnotering(en) in de Vlaamse Ultratop 50 | Datum van verschijnen | Datum van binnenkomst | Hoogste positie | Aantal weken | Opmerkingen  |
| ---------------------------------------------------- | --------------------- | --------------------- | --------------- | ------------ | ------------ |
| Teenage Superstar                                    | 2003                  | 27-12-2003            | 24              | 9            | als Kim-Lian |
| Hey Boy!                                             | 2004                  | 17-04-2004            | 48              | 2            | als Kim-Lian |
| Kids in America                                      | 2004                  | 25-09-2004            | 50              | 2            | als Kim-Lian |